# Aileen Getty
Aileen Getty, née le 14 juillet 1957, est une milliardaire américaine connue pour ses actions philanthropes, notamment son engagement auprès des malades du sida et des sans-abri et le financement de la désobéissance civile pour le climat. Elle est la petite fille de l'entrepreneur dans la filière du pétrole J. Paul Getty.

## Biographie
Son grand-père, le fondateur de la Getty Oil Company décédé en 1976, était l’homme le plus riche du monde dans les années 1960. Ses enfants vendent l'entreprise. Ils étaient la 56e famille américaine la plus fortunée en 2015.
Aileen Getty passe une partie de son enfance en Italie, puis est scolarisée dans un pensionnat en Grande-Bretagne. Adolescente rebelle, elle plonge dans l’alcool et la drogue.

## Lutte contre le Sida
En 1981, elle épouse Christopher Wilding (le fils des acteurs Elizabeth Taylor et Michael Wilding), avec qui elle a deux enfants et dont elle divorce en 1987. Elle est diagnostiquée séropositive au VIH et devient une des figures publiques féminines atteintes du VIH. Elle s’engage auprès des malades du sida et des sans-abri tout en luttant pour vaincre ses addictions, ce à quoi elle parvient en 1996. Elle explique alors: 

« S’il n’y avait pas eu le VIH, je serais toujours une victime. Victime de mes parents, de mon héritage, de la vie. »

## Activisme climatique
En 2019, elle fonde avec Trevor Neilson et Rory Kennedy le Climate Emergency Fund, un fonds consacré au financement de la désobéissance civile pour le climat,, qui annonçait vouloir apporter son soutien à Extinction Rebellion. En 2022, elle avait distribué plus de 4 millions de dollars à des mouvements dont Extinction Rebellion et Just Stop Oil. En 2022, Aileen Getty « applaudit » dans The Guardian les « courageux militants » du collectif Just Stop Oil après leurs actions dans les musées, estimant que ce type d’action est « une alarme qui nous fait sortir du statu quo ».
Elle dément cependant avoir un «contrôle direct sur les actions spécifiques que les militants climatiques choisissent de mener».

## Distinctions
- Elizabeth Taylor Leadership Award, pour avoir fondé la Aileen Getty Foundation et Gettlove, qui aide les sans-abri d'Hollywood à trouver un logement permanent[5].